# William Warde Fowler
William Warde Fowler (16 de maio de 1847 - 15 de junho de 1921) foi um historiador e ornitólogo inglês e tutor no Lincoln College, Oxford.  Ele era mais conhecido por seus trabalhos sobre a religião romana antiga.
Entre suas obras mais influentes está OThe Roman Festivals of the Period of the Republic (1899). H. H. Scullard, na introdução de seu livro de 1981 sobre um tópico semelhante, destacou o livro de Fowler como um recurso particularmente valioso, apesar de sua idade, escrevendo: "Não fui tão presunçoso a ponto de tentar fornecer uma alternativa".

## Publicações (seleção)
Escritos Históricos Antigos
- Julius Caesar and the foundation of the Roman imperial system, Nova York: Putnam 1892, Archive
- The city-state of the Greeks and Romans; a survey, introductory to the study of ancient history, Macmillan 1893, Archive
- Study of a Typical Mediaeval Village, The Quarterly Journal of Economics, Vol. 9, 1895, S. 151–174
- Roman Festivals of the period of the Republic, Macmillan 1899, Archive
- The religious experience of the Roman people: from the earliest times to the age of Augustus, Londres: Macmillan 1911 (Gifford Lectures), Archive
- Social life at Rome in the age of Cicero, Londres: Macmillan 1909, Archive
- Rome, New York: Henry Holt 1912, Archive
- Roman ideas of deity in the last century before the Christian era, Macmillan 1914, Archive
- Roman Essays and Interpretations, Clarendon Press, Oxford 1920, Archive
- Essays in Brief for War Time 1916

Escritos ornitológicos e científicos
- A year with the birds, 1886 (publicado anonimamente), Archive
- Tales of the Birds 1888
- Summer studies of birds and books 1895
- More Tales of the Birds, Macmillan 1902, Archive
- Kingham Old and New. Studies in a rural parish, Oxford, Blackwell 1913, Archive